# Alex Zapata
Alex Zapata (* 21. März 1970 als Alexander Zapata in Bünde, Kreis Herford; † 18. Juli 2022 auf Mallorca) war ein deutscher Singer-Songwriter im Bereich Partyschlager.

## Leben
Alexander Zapata wurde in Bünde als Sohn einer Spanierin und eines US-Amerikaners geboren. Seine Jugend verbrachte er in Osnabrück. Seit seiner Kindheit war er mit der Musik verbunden. In seiner Jugend spielte er Trompete und sang gern. 1986 verließ Zapata die Hauptschule, um eine Berufsausbildung zum Tischler zu beginnen, die er 1989  abschloss. Im Anschluss leistete er einen fünfzehnmonatigen Wehrdienst im Harz. Von 1990 bis 2011 war Zapata als Küchenmonteur tätig.
Zwischen 2002 und 2008 wirkte er in unterschiedlichen RTL- und Sat.1-Produktionen mit, etwa bei Richterin Barbara Salesch, Verdachtsfälle und Zwei bei Kallwass. Zapata war verheiratet, Vater von vier Kindern und Inhaber eines Küchenstudios.
Am 19. Juli 2022 verstarb er an den Folgen eines Herzstillstandes in Palma auf Mallorca.

## Musikalische Karriere
2011 komponierte und schrieb Zapata das Lied Von Anfang an, um es jahrelang in einer Schublade aufzubewahren. Erst im Sommer 2018 folgte die Studioaufnahme. Noch im selben Jahr erschienen die Singles Wiedersehen und Himmelsreiter. In seinen Songs verarbeitete er seine persönlichen Erlebnisse. Zapata wollte Menschen durch die Lieder ebenso wie durch seine positive Lebenseinstellung begeistern und zum Tanzen bewegen.
Internationale Bekanntheit erlangte er seit 2018 durch regelmäßige Auftritte auf Mallorca. Kinder lagen ihm am Herzen, so unterstützte Zapata mit den Einnahmen seines ersten Albums Bis jetzt die Deutsche Kinderkrebsstiftung.

## Diskografie
Singles
- 2018: Fels in der Brandung
- 2018: Wiedersehen
- 2018: Himmelsreiter
- 2019: Von Anfang an
- 2019: Sie hat „Ja“ gesagt
- 2019: Weiß nicht wann
- 2020: Zeit
- 2020: Wegen Dir
- 2020: Sie hat „Ja“ gesagt (Radio Mix)
- 2021: Wegen Dir (HüMa DJ Mix)
- 2022: Fels in der Brandung (Ballade)
- 2022: Mallorca, Mallorca
- 2022: Tu eres el amor de mi vida

### Album
- 2021: Bis jetzt